# Edward R. Murrow
Edward R. Murrow (właśc. Egbert Roscoe Murrow; ur. 25 kwietnia 1908 w Greensboro, zm. 27 kwietnia 1965 w Pawling) – amerykański dziennikarz radiowy i telewizyjny.
Wyróżnił się dzięki serii relacji radiowych podczas II wojny światowej, których słuchały miliony osób w Stanach Zjednoczonych i Kanadzie. Wielu historyków uważa go za jedną z najważniejszych postaci w historii dziennikarstwa, uzasadniając opinię tym, że Murrow jako jeden z pierwszych zdołał zgromadzić wyspecjalizowaną kadrę korespondentów wojennych, dzięki którym przekazywane przez niego wiadomości były zawsze rzetelne i sumiennie przygotowane. Po wojnie był m.in. korespondentem w Warszawie, później stał się jednym z pionierów amerykańskiego dziennikarstwa telewizyjnego. Swoimi audycjami, skupiającymi się głównie na sprawach budzących kontrowersje, przyczynił się między innymi do utraty wpływów politycznych senatora Josepha McCarthy’ego.

## Młodość Murrowa
Egbert Roscoe Murrow urodził się w Polecat Creek niedaleko Greensboro w Karolinie Północnej. Jego rodzice byli kwakrami, choć matka Murrowa przyjęła wyznanie męża, dopiero w chwili zawarcia związku małżeńskiego (wcześniej była metodystką). Murrow dorastał w biednej okolicy, gdzie nie było prądu i bieżącej wody. Rodzina przyszłego dziennikarza, by poprawić swoją sytuację materialną, przeprowadziła się (gdy Edward miał 5 lat) do stanu Waszyngton, gdzie ojciec rodziny pracował początkowo przy wyrębie lasu, a później został inżynierem nadzorującym krótkie linie kolejowe. Egbert Roscoe Murrow studiował w latach 1926-1930 w Washington State College, a w lecie pracował jako drwal. W tym czasie zaczął używać (z powodu kpin kolegów) imienia Edward. W 1930 roku pracował w Krajowej Federacji Studentów a następnie w Instytucie Edukacji Międzynarodowej. W 1934 zajmował się również pomocą dla Żydów, którzy musieli uciekać z Niemiec. 27 października 1934 ożenił się z Janet Brewster, z którą miał jednego syna.

## Kariera w CBS

### Radio
Kariera Murrowa w Columbia Broadcasting System (CBS) rozpoczęła się w 1935 roku, kiedy został dyrektorem ds. wywiadów i edukacji. Następnie we współpracy z Bobem Troutem odpowiadał za rekrutację dziennikarzy do powstającego dopiero w CBS newsroomu. W 1937 roku Murrow wyjechał do Londynu jako dyrektor operacyjny europejskiej filii CBS, gdzie miał zbudować sieć korespondentów. Jego głównym zadaniem był lobbying wśród decydentów, mający przekonać ich do nadawania poprzez sieć CBS, konkurującą z National Broadcasting Company (NBC) należącą do Radio Corporation of America (RCA). Wraz z pozyskanym przez siebie do CBS Williamem L. Shirerem, stali się prekursorami nowoczesnego dziennikarstwa w mediach elektronicznych (ang. broadcast journalism). Skupiona wokół Murrowa grupa korespondentów potocznie została nazywana Chłopcami Murrowa.
Ich pierwsza sławna audycja radiowa to relacja z Anschlussu Austrii z 1938 roku. 13 marca tego roku, na prośbę oddziału CBS Nowy Jork, Murrow i Shirer zorganizowali wspólny program wraz z wieloma korespondentami stacjonującymi w wielu miastach Europy. Byli wśród nich m.in. Bob Trout [CBS Nowy Jork, skąd nadawano relację], Shirer (Londyn), Edgar Ansel Mowner (reporter Chicago Daily News stacjonujący wtedy w Paryżu), Pierre J. Huss (reporter International News Service w Berlinie). Murrow osobiście relacjonował wydarzenia z Wiednia. Podczas swojego pierwszego w karierze występu „na żywo” mówił:
This is Edward Murrow speaking from Vienna...It's now nearly 2:30 in the morning, and Herr Hitler has not yet arrived.
Audycja była rozwiązaniem prawdziwie rewolucyjnym i pomimo swojego pionierskiego charakteru i ograniczeń technicznych przebiegła niezwykle sprawnie. Co więcej, zapoczątkowała ona najstarszą serię audycji nadawczych pod nazwą World News Roundup, która do tej pory nadawana jest rano i wieczorem w dni robocze na antenie CBS Radio Network.

### Dwie słynne frazy
Murrow pozostał w Londynie po wybuchu II wojny światowej skąd relacjonował na żywo podczas najbardziej intensywnych nalotów Luftwaffe. Relacje zawsze rozpoczynał otwarciem, które stało się jego znakiem rozpoznawczym: This is London, a najbardziej charakterystyczna była tutaj pauza pomiędzy This i pozostałą częścią frazy
Sprawozdania wojenne były główną przyczyną znakomitej kariery i sławy Murrowa. To one doprowadziły również do wynalezienia drugiego słynnego sloganu. Pod koniec 1940 roku, podczas najsilniejszych niemieckich nalotów bombowych, Londyńczycy żegnali się na co dzień słowami so long, and good luck, będąc świadomymi faktu, iż kolejnego ranka mogą się już nie spotkać. Przyszła brytyjska monarchini księżniczka Elżbieta wypowiedziała podobne słowa podczas radiowego apelu skierowanego do krajów Europy Zachodniej pod koniec 1940 r.: good night and good luck to you all. Bazując na tych hasłach Murrow, począwszy od końca 1940 roku, kończył swoje audycję krótkim: Good night, and good luck.
Po przystąpieniu USA do wojny, gdy działania wojenne rozszerzyły się, Murrow poszerzył również kadrę reporterów CBS, tworząc jedyną w swoim rodzaju grupę wysoko wykwalifikowanych dziennikarzy, znanych z nietuzinkowego intelektu i zdolności opisowych, do której należeli: Eric Sevareid, Charles Collingwood, Howard K. Smith, Mary Marvin Breckinridge, Cecil Brown, Richard C. Hottelet, Bill Downs, Ian Waddell, Winston Burdett i Larry LeSueur.
Warto wspomnieć, iż bezkompromisowy styl dziennikarski, jaki prezentował Murrow, sprawiał, że pozostawał on w oczach wielu postacią kontrowersyjną. Na przykład jego naturalistyczna relacja z oswobodzenia więźniów obozu Buchenwaldu przysporzyła mu wielu wrogów. Dodatkowo nigdy nie przeprosił on za użyte wtedy bardzo surowe słowa opisujące żyjących więźniów wyzwolonego obozu: rzędy ciał ułożone w stos jak drewno (ang. rows of bodies stacked up like cordwood). Co więcej, 15 kwietnia 1945 roku powiedział:
Modlę się, abyście uwierzyli w to, co mówiłem o Buchenwald. Informowałem o tym, co słyszałem i widziałem, ale tylko w części. W większości bowiem brakowało mi słów. Jeśli poczuliście się urażeni moim stosunkowo delikatnym opisem tego, co widziałem w Buchenwaldzie, nie jest mi ani trochę przykro. (ang. I pray you to believe what I have said about Buchenwald. I have reported what I saw and heard, but only part of it. For most of it I have no words. If I've offended you by this rather mild account of Buchenwald, I'm not in the least sorry.)

### Kariera powojenna
Po II wojnie światowej kariera Murrowa toczyła się zarówno w radio jak i w telewizji. W 1947 roku dość znaczącą konfrontacją zakończyła się wieloletnia współpraca i bliska przyjaźń Murrowa, który był wtedy wiceprezesem CBS ds. publicznych, z Shirerem. Epizod ten przyspieszył decyzję Murrowa o powrocie do prezentowania wiadomości. Powrócił on na antenę jeszcze w 1947 roku, przejmując wieczorne wiadomości sponsorowane przez zupę Campbella od zaprzyjaźnionego współpracownika, Boba Trouta. Jednocześnie Murrow kontynuował pracę radiowego prezentera wiadomości w CBS Radio Network aż do 1959 roku. Dodatkowo, nagrał serię mówionych albumów historycznych I Can Hear It Now, które zapoczątkowały jego partnerską współpracę z producentem Fredem W. Friendly. W 1950 nagrania te ewoluowały w cotygodniowe show radiowe w CBS Radio zatytułowane Hear It Now, w której Murrow pełnił rolę gospodarza i wraz Fredem Friendly, współproducenta.
Wraz z początkiem roku 1950, Murrow rozpoczął swoją przygodę z telewizją, pojawiając się w CBS Television w sprawozdawczych relacjach w CBS Evening News. Czynił to nawet wbrew swoim osobistym obawom w stosunku do tego nowego medium, a w szczególności zwiększonemu naciskowi na obraz niż na przekazywaną treść. 15 października 1958 roku mówił on na konwencji RTNDA:
To narzędzie może uczyć, oświecać; tak, może nawet inspirować, ale może to czynić jedynie wtedy, kiedy ludzie gotowi są używać go do takich właśnie celów. W innym przypadku to nic więcej niż tylko kable i światełka zamknięte w pudle. (ang. This instrument can teach, it can illuminate; yes, and it can even inspire, but it can do so only to the extent that humans are determined to use it to those ends. Otherwise it is merely wires and lights in a box.).
18 listopada 1951 roku pionierski format audycji radiowej Hear It Now został przeniesiony przez Murrowa i Friendly na ekrany telewizorów w programie See It Now. Audycja ta skupiała się na prezentowaniu i omawianiu najbardziej kontrowersyjnych tematów lat 1950., a najbardziej znana i rozpoznawalna jest z odcinków krytykujących tzw. czerwoną panikę (ang. Red Scare), które przyczyniły się do upadku politycznego znaczenia senatora Josepha McCarthy’ego.
W 1953 roku Murrow uruchomił swój drugi cotygodniowy TV show – serię wywiadów ze znanymi osobistościami – Person to Person. Podobnie jak w przypadku pionierskich rozwiązań dotyczących organizacji i prezentowania telewizyjnych wiadomości, nowy show Murrowa wyznaczył obowiązujące po dziś dzień standardy prowadzenia wywiadów ze sławami.
W dniu 9 marca 1954 roku, Murrow, Friendly i współpracująca z nimi grupa dziennikarzy i reporterów, wyprodukowali i wyemitowali 30-minutowy, specjalny odcinek See It Now, zatytułowany Raport na temat senatora Josepha McCarthy’ego (ang. A Report on Senator Joseph McCarthy). Murrow wykorzystał w nim urywki oryginalnych przemówień i oświadczeń McCarthy’ego do krytyki działań senatora, uwydatniając przy tym epizody, w których ten zaprzeczał sam sobie. Murrow dobrze zdawał sobie sprawę z faktu, iż z premedytacją używa silnego nowego medium do ataku na jednostkę w celu poddania jej działań pod rozwagę szerokiej opinii publicznej. Samo CBS, widząc duże ryzyko w tych działaniach swoich pracowników, zabroniło, aby Murrow i Friendly wydawali służbowe pieniądze i używali logo CBS do promocji tej audycji. Dlatego też obaj z własnej kieszeni wyłożyli fundusze na reklamę prasową tego przedsięwzięcia. Pomimo to, ten trzydziestominutowy telewizyjny epizod spowodował gwałtowną reakcję przeciwko McCarthy`emu i czerwonej panice na skalę ogólnokrajową i po dziś dzień uznawany jest za punkt zwrotny w historii telewizji.
Murrow zaoferował McCarthy`emu możliwość skomentowania na antenie audycji z 9 marca. Ten skorzystał z okazji 3 tygodnie później. Jednak orędzie w See It Now dodatkowo pogrążyło McCarthy’ego z prostej przyczyny: Murrow nauczył się korzystać z telewizji jako medium, jego przeciwnik nie posiadł tej umiejętności.
Rozwój programów rozrywkowych w stylu quiz show w drugiej połowie lat 50. sprawił, że audycja Murrowa zeszła na drugi plan. Przyczyniła się do tego również utrata sponsorów. Ostry ton i bezkompromisowość Murrowa doprowadziły go do konfliktu z szefem CBS, Williamem S. Paleyem. Na oskarżenia swojego najlepszego reportera o chęć zniszczenia See It Now, w który to program CBS zaangażowała tak wiele, Paley odpowiedział, że nie ma zamiaru godzić się dalej na nieustanny ból brzucha kiedykolwiek Murrow dotykał kolejnej kontrowersyjnej sprawy. See It Now zakończyło swój żywot 7 lipca 1958 roku.
Od 1958 roku Murrow prowadził talk-show zatytułowany Small Word, w którym konfrontowano ze sobą znanych amerykańskich polityków.
W 1961 opuścił CBS, gdy prezydent Kennedy mianował go dyrektorem United States Information Agency, gdzie koncentrował się na ulepszeniu działalności Głosu Ameryki. W styczniu 1964 zrezygnował ze stanowiska.
Za swoje nietuzinkowe zasługi w rozwoju praktyki dziennikarskiej, na rok przed śmiercią, w 1964 roku, Murrow został odznaczony Prezydenckim Medalem Wolności (ang. Presidential Medal of Freedom). Dodatkowo, wśród licznych innych wyróżnień warto również zwrócić uwagę na honorowy tytuł szlachecki Wielkiej Brytanii i podobne wyróżnienia rządów Belgii, Francji i Szwecji.
W 1963 był operowany na raka płuc. Murrow był nałogowym palaczem, co zapewne przyczyniło się do jego śmierci. Zmarł na raka płuc 27 kwietnia 1965 w swoim domu w Quaker Hill, Pawling, Nowy Jork.
Egbert Roscoe Murrow, choć przez wielu uznawany za osobę kontrowersyjną, pozostawił po sobie spuściznę, która uznawana jest za kamień węgielny nowoczesnego dziennikarstwa w mediach elektronicznych. W 1990 roku kolega Murrowa, Walter Cronkite, w nakręconych przez CBS wspomnieniach o tym wybitnym dziennikarzu, powiedział:
To on idzie na czele pochodu, jest na szczycie piramidy. On wytyczył drogę. (ang. He's the head of the parade, he's the pinnacle of the pyramid. He led the way.)

## Spuścizna
Edward R. Murrow został sportretowany przez Davida Strathairna w filmie Good Night and Good Luck.